# ハイシー (ビタミン飲料)
『ハイシー』（英文表記: HICEE）は、アリナミン製薬（旧：武田コンシューマーヘルスケア）が製造販売するビタミン主薬製剤のブランドネームである。

## 製品概要
1961年3月に武田薬品工業がビタミンCを配合した初代の「ハイシー」を発売。
ビタミンC主薬製剤がメインであるが、1995年（平成7年）にビタミンB2B6主薬製剤が登場したことで、ビタミン剤のブランドに発展。2000年（平成12年）からは「ハイシー」ブランドの栄養ドリンク剤も発売されている。
日本国内向けコンシューマーヘルスケア事業の分社化に伴い、2017年4月1日から武田コンシューマーヘルスケア（2021年4月1日にアリナミン製薬に社名変更）の取扱となった。

## 歴史
- 1961年（昭和36年）3月 - ビタミンC製剤の錠剤「ハイシー」を発売。
- 1962年（昭和37年）6月 - ビタミンC製剤「ハイシー顆粒」を発売。
- 1965年（昭和40年）11月 - 薬局・薬店で構成される取扱店組織「タケダ会」を発足。
- 1966年（昭和41年）4月 - 一般用医薬品としてビタミンC・ビオチン・ビタミンB6配合「ハイシーA」を発売。
- 1974年（昭和49年）8月 - 一般用医薬品としてビタミンC・ビオチン・ビタミンB6配合「ハイシーAソフト顆粒」を発売。
- 1978年（昭和53年）4月 - 医療用医薬品として調剤用製品「ハイシー錠・ハイシー散」を発売。
- 1978年（昭和53年）9月 - 医療用医薬品の調剤用製品「ハイシー顆粒「タケダ」」を発売。
- 1980年（昭和55年）12月 - ビタミンC製剤「ハイシーS」を発売。
- 1983年（昭和58年） - 「ハイシーS」の300錠を発売。
- 1989年（平成元年） - チュアブルタイプのビタミンC製剤「ハイシーL」を発売。
- 1994年（平成6年） - ハイシーLが新容量（ケース付き40錠、ケースなし詰め替え用60錠・100錠）にリニューアルして発売。
- 1995年（平成7年） - ビタミンB2B6製剤「ハイシーBメイト」を発売。
- 1996年（平成8年） - ビタミンCが1000mg配合した細粒タイプの「ハイシー1000」、チュアブルタイプの「ハイシープラス」を発売。
- 1997年（平成9年） - ビタミンE・C製剤「ハイシーピゼア」を発売。
- 2000年（平成12年） - ビフィズス菌とビタミンを配合した整腸薬「ハイシービフィーズ」（医薬品）、ビタミンC製剤「ハイシーホワイト」（医薬品）、栄養ドリンク剤「ハイシーCE Time」（医薬部外品）を発売。
- 2001年（平成13年） - ビタミンE・C製剤「ハイシーEクラス」を発売。
- 2002年（平成14年） - 1日2回服用のビタミンC製剤「ハイシーホワイト2」を発売。
- 2003年（平成15年） - 1日1回服用のビタミンB2B6製剤「ハイシーBメイト2」を発売。
- 2011年（平成23年） - 発売50周年。指定医薬部外品の栄養ドリンク剤「ハイシードリンク」（販売名:ポリタンC）を発売。
- 2014年（平成26年） - 糖類ゼロの指定医薬部外品の栄養ドリンク剤「ハイシーバランス」、通信販売向けの「ハイシー細粒」を発売。
- 2016年（平成28年） - 発売55周年。指定医薬部外品の栄養ドリンク剤「ハイシーローヤル」を発売。
- 2017年（平成29年） -
  - 日本国内向けコンシューマーヘルスケア事業の分社化に伴い、武田コンシューマーヘルスケア（現：アリナミン製薬）へ移管。
  - 指定医薬部外品の栄養ドリンク剤（ビタミン含有保健剤）の承認基準改正に伴い、「ハイシーバランス」・「ハイシーローヤル」が新効能表示を明記したパッケージデザインに変更。

## 主要製品

### 現在
- ハイシー錠剤シリーズ（第3類医薬品）
  - ハイシーL（「ビタミンC主薬製剤」 1989年 - 現在） - チュアブルタイプの錠剤
  - ハイシープラス（「ビタミンC主薬製剤」 1996年 - 現在） - チュアブルタイプの錠剤
  - ハイシーBメイト2（「ビタミンB2・ビタミンB6主薬製剤」 2003年 - 現在） - 白いシュガーレスの薄型糖衣錠
- ハイシー顆粒・細粒シリーズ（ハイシー細粒は通信販売向けの指定医薬部外品、ハイシー1000は第3類医薬品）
  - ハイシー細粒（「ビタミンC主薬製剤」 2014年 - 現在）
  - ハイシー1000（「ビタミンC主薬製剤」 1996年 - 現在）

### 過去
- ハイシー - 「ハイシーS」へ継承
- ハイシー顆粒（当初は一般用医薬品だったが、現在は医療用医薬品となっている）
- ハイシーA
- ハイシーAソフト顆粒
- ハイシー錠（医療用医薬品）
- ハイシー散（医療用医薬品）
- ハイシーS - 水で服用する錠剤タイプ。携帯に便利なチュアブルタイプの「ハイシーL」へ継承
- ハイシーBメイト - 「ハイシーBメイト2」へ継承
- ハイシーピゼア - 「ハイシーEクラス」へ継承
- ハイシーホワイト - 「ハイシーホワイト2」へ継承
- ハイシーホワイト2【第3類医薬品】 - 白いシュガーレスの薄型糖衣錠、アリナミン製薬ダイレクト専売品の「メラノホワイト」へ移行
- ハイシーEクラス
- ハイシービフィーズ（整腸薬） -  「ビオフェルミンVC」へ継承（製造元:ビオフェルミン製薬、2017年10月に販売を大正製薬へ移管）
- ハイシーCE Time（シイタイム）【医薬部外品】（栄養ドリンク剤）
- ハイシードリンク【指定医薬部外品】（栄養ドリンク剤、販売名:ポリタンC） - 「ハイシーバランス」へ継承（製造元:日本製薬）
- ハイシーバランス【指定医薬部外品】（栄養ドリンク剤）
- ハイシーローヤル【指定医薬部外品】（栄養ドリンク剤）

## CM出演者

### 過去
- 酒井和歌子（ハイシーA）
- 七瀬なつみ（ハイシーS）
- 古川原真由美（ハイシーローヤル）
- 夏帆（ハイシーバランス）